# Jachad (1984)
Jachad (hebräisch יחד, dt. Gemeinsam oder Zusammen) war eine israelische Partei der politischen Mitte, die von 1984 bis 1986 bestand. Sie wurde von Ezer Weizmann geführt. Mit der 2003 gegründeten Partei Meretz-Jachad besteht kein Zusammenhang.

## Hintergrund
Die Partei wurde von Ezer Weizmann vor den Wahlen zur 11. Knesset, die am 23. Juli 1984 stattfanden, gegründet. Weizmann, der vor der israelischen Unabhängigkeit noch der revisionistisch-zionistischen Terrororganisation Irgun und später den rechten Blöcken Gachal bzw. Likud angehört hatte, war im Laufe seiner Karriere politisch in die Mitte gerückt. Der rechten Likud-Regierung von Menachem Begin hatte er bis 1980 angehört, bis er sich mit dem Ministerpräsidenten überwarf und sich vorübergehend aus der Politik zurückzog. Wesentliche Streitpunkte waren Fragen des Umgangs mit den Palästinensern und der Siedlungsaktivität in den israelisch besetzten Gebieten.
Die Partei erhielt bei den Wahlen 2,2 Prozent der Stimmen und 3 der 120 Sitze im Parlament, die von Weizmann, Benjamin Ben Eliezer und Schlomo Amar wahrgenommen wurden. Die Jachad schloss sich der „Regierung der nationalen Einheit“ unter Schimon Peres an und Weizman wurde Minister ohne Geschäftsbereich.
Kurz danach traten die Jachad-Abgeordneten der Mitte-links-Fraktion HaMa’arach bei, die von der Arbeitspartei Awoda dominiert wurde und ebenfalls Teil der Regierungskoalition war. Jachad löste sich 1986 als eigenständige Partei auf und schloss sich der Awoda an. Weizmann und Ben-Eliezer machten anschließend bei der Arbeitspartei Karriere (Weizmann wurde 1993 sogar Staatspräsident), während Amar 1988 nicht wiedergewählt wurde.

## Abgeordnete in der Knesset
| Knesset (Anzahl Mandate) | Abgeordnete der Knesset                           | Anmerkungen |
| ------------------------ | ------------------------------------------------- | ----------- |
| 11. (3)                  | Ezer Weizmann, Benjamin Ben Eliezer, Schlomo Amar |             |